# (33585) 1999 JC38
1999 JC38 (asteroide 33585) é um asteroide da cintura principal. Possui uma excentricidade de 0.20540060 e uma inclinação de 5.71609º.
Este asteroide foi descoberto no dia 10 de maio de 1999 por LINEAR em Socorro.